# Роб Зеттлер
Роб Зеттлер (англ. Rob Zettler, нар. 8 березня 1968, Сет-Іль) — колишній канадський хокеїст, що грав на позиції захисника.
Провів понад 500 матчів у Національній хокейній лізі. 

## Ігрова кар'єра
Хокейну кар'єру розпочав 1988 року виступами за команду «Міннесота Норт-Старс» в НХЛ.
1986 року був обраний на драфті НХЛ під 55-м загальним номером командою «Міннесота Норт-Старс». 
Протягом професійної клубної ігрової кар'єри, що тривала 15 років, захищав кольори команд «Міннесота Норт-Старс», «Сан-Хосе Шаркс», «Філадельфія Флаєрс», «Торонто Мейпл-Ліфс», «Нашвілл Предаторс» та «Вашингтон Кепіталс».
Загалом провів 583 матчі в НХЛ, включаючи 14 ігор плей-оф Кубка Стенлі.

## Інше
Після завершення кар'єри гравця був асистентом головного тренера «Сан-Хосе Шаркс» та «Вашингтон Кепіталс». У Вашингтоні працював радіокоментатором на матчах «столичних». Згодом працював асистентом головного тренера «Торонто Мейпл-Ліфс».
У липні 2012 року Зеттлер став асистентом головного тренера «Сірак'юс Кранч» (фарм-клуб «Тампа-Бей Лайтнінг»), а 25 березня 2013 головним тренером, на цій посаді пропрацював до 10 травня 2016 року.

## Нагороди та досягнення
Володар Кубка Джона Росса Робертсона в складі «Су Сейнт Мері Грейхаундс».

## Статистика
| Сезон        | Клуб                   | Ліга         | Регулярний сезон | Регулярний сезон | Регулярний сезон | Регулярний сезон | Регулярний сезон | Плей-оф | Плей-оф | Плей-оф | Плей-оф | Плей-оф |
| Сезон        | Клуб                   | Ліга         | І                | Г                | П                | О                | ШХ               | І       | Г       | П       | О       | ШХ      |
| ------------ | ---------------------- | ------------ | ---------------- | ---------------- | ---------------- | ---------------- | ---------------- | ------- | ------- | ------- | ------- | ------- |
| 1988–89      | «Міннесота Норт-Старс» | НХЛ          | 2                | 0                | 0                | 0                | 0                | —       | —       | —       | —       | —       |
| 1989–90      | «Міннесота Норт-Старс» | НХЛ          | 31               | 0                | 8                | 8                | 45               | —       | —       | —       | —       | —       |
| 1990–91      | «Міннесота Норт-Старс» | НХЛ          | 47               | 1                | 4                | 5                | 119              | —       | —       | —       | —       | —       |
| 1991–92      | «Сан-Хосе Шаркс»       | НХЛ          | 74               | 1                | 8                | 9                | 99               | —       | —       | —       | —       | —       |
| 1992–93      | «Сан-Хосе Шаркс»       | НХЛ          | 80               | 0                | 7                | 7                | 150              | —       | —       | —       | —       | —       |
| 1993–94      | «Сан-Хосе Шаркс»       | НХЛ          | 42               | 0                | 3                | 3                | 65               | —       | —       | —       | —       | —       |
| 1993–94      | «Філадельфія Флаєрс»   | НХЛ          | 33               | 0                | 4                | 4                | 69               | —       | —       | —       | —       | —       |
| 1994–95      | «Філадельфія Флаєрс»   | НХЛ          | 32               | 0                | 1                | 1                | 34               | 1       | 0       | 0       | 0       | 2       |
| 1995–96      | «Торонто Мейпл-Ліфс»   | НХЛ          | 29               | 0                | 1                | 1                | 48               | 2       | 0       | 0       | 0       | 0       |
| 1996–97      | «Торонто Мейпл-Ліфс»   | НХЛ          | 48               | 2                | 12               | 14               | 51               | —       | —       | —       | —       | —       |
| 1997–98      | «Торонто Мейпл-Ліфс»   | НХЛ          | 59               | 0                | 7                | 7                | 108              | —       | —       | —       | —       | —       |
| 1998–99      | «Нашвілл Предаторс»    | НХЛ          | 2                | 0                | 0                | 0                | 2                | —       | —       | —       | —       | —       |
| 1999–00      | «Вашингтон Кепіталс»   | НХЛ          | 12               | 0                | 2                | 2                | 19               | 5       | 0       | 0       | 0       | 2       |
| 2000–01      | «Вашингтон Кепіталс»   | НХЛ          | 29               | 0                | 4                | 4                | 55               | 6       | 0       | 0       | 0       | 0       |
| 2001–02      | «Вашингтон Кепіталс»   | НХЛ          | 49               | 1                | 4                | 5                | 56               | —       | —       | —       | —       | —       |
| Усього в НХЛ | Усього в НХЛ           | Усього в НХЛ | 569              | 5                | 65               | 70               | 920              | 14      | 0       | 0       | 0       | 4       |